# Pholistoma
- Commons
- Wikispecies

Pholistoma é um gênero botânico pertencente à família Hydrophyllaceae. Também conhecida como Flor de Fiesta.
Espécies
- Pholistoma auritum - Flor de Fiesta Rocha
- Pholistoma membranaceum - Flor de Fiesta Branca
- Pholistoma racemosum - Flor de Fiesta Racemose

1. ↑  «Pholistoma — World Flora Online». www.worldfloraonline.org. Consultado em 19 de agosto de 2020